# Juliane Köhler
Juliane Köhler, född 6 augusti 1965 i Göttingen i Niedersachsen, är en tysk skådespelare. Köhler scendebuterade 1988 och filmdebuterade 1992. Hon uppmärksammades för sin roll i filmen Aimée & Jaguar 1999 där hon tilldelades Silverbjörnen för sin rolltolkning. Vidare har hon gestaltat Eva Braun i filmen Undergången 2004.

## Filmografi, urval
- 1999 – Aimée & Jaguar
- 1999 – Pünktchen und Anton
- 2001 – Ingenstans i Afrika
- 2004 – Undergången – Hitler och Tredje rikets fall
- 2008 – Novemberkind
- 2016 – Kungens val